# 813
| 813                |
| ------------------ |
| Dødsfald - Fødsler |
|                    |

| Gregoriansk kalender | 813 DCCCXIII            |
| Ab urbe condita      | 1566                    |
| Armensk kalender     | 262 ԹՎ ՄԿԲ              |
| Kinesiske kalender   | 3509 – 3510 壬辰 – 癸巳 |
| Etiopisk kalender    | 805 – 806               |
| Jødisk kalender      | 4573 – 4574             |
| Hindukalendere       |                         |
| - Vikram Samvat      | 868 – 869               |
| - Shaka Samvat       | 735 – 736               |
| - Kali Yuga          | 3914 – 3915             |
| Iransk kalender      | 191 – 192               |
| Islamisk kalender    | 197 – 198               |

Se også 813 (tal)

## Dødsfald
- Reginfred, dansk konge